# Тоскський говір

Мапа албанських діалектів, поширення тоскського говору позначено червоно-оранжевими відтінками

Тоскський говір (алб. toskërishtja) — один із двох основних діалектів албанської. Другий — гегський. Тоскським говором говорять у південній частині Албанії, на південь від річки Шкумбіні. Стандартна албанська, кодифікована в 1972 році, є більш-менш модифікованою формою тоскського діалекту. До 19 століття тоскською писали алфавітом, що походив від грецького. Однак у 1918 р. створено алфавіт, який є модифікованою латиницею. Він використовується і нині. Як і гегзький, тоскський говір належить до індоєвропейських мов, хоча все ще існує багато невизначеностей щодо їх походження.